# Simulium simplex
Simulium simplex är en tvåvingeart som beskrevs av Gibbins 1936. Simulium simplex ingår i släktet Simulium och familjen knott. Inga underarter finns listade i Catalogue of Life.